# Françoise de Châtillon
Cet article possède un paronyme, voir François Chatillon (homonymie).
Pour les articles homonymes, voir de Châtillon.
Françoise de Châtillon-Blois (+1481), comtesse de Périgord, vicomtesse de Limoges, dame d’Avesnes et de Châlus, comtesse de Dreux par mariage, épousa en 1470, Alain d’Albret, surnommé « le Grand », comte de Graves, vicomte de Tartas, fils de Jean Ier d'Albret, vicomte de Tartas, et de Catherine de Rohan.

## Biographie
Elle était la fille de Guillaume de Châtillon-Blois, dit « de Bretagne », vicomte de Limoges et seigneur d'Avesnes, et d'Isabelle de La Tour d'Auvergne.
Par son fils le roi Jean, elle est l'ancêtre directe du roi Henri IV de France et de ses descendants.